# Barton, Vermont
Barton är en kommun (town) i Orleans County i delstaten Vermont. Vid folkräkningen år 2000 bodde 2 780 personer på orten. Den har enligt United States Census Bureau en area på totalt 116,3 km².  varav 3,3 km² är vatten. 